# Bluesschema

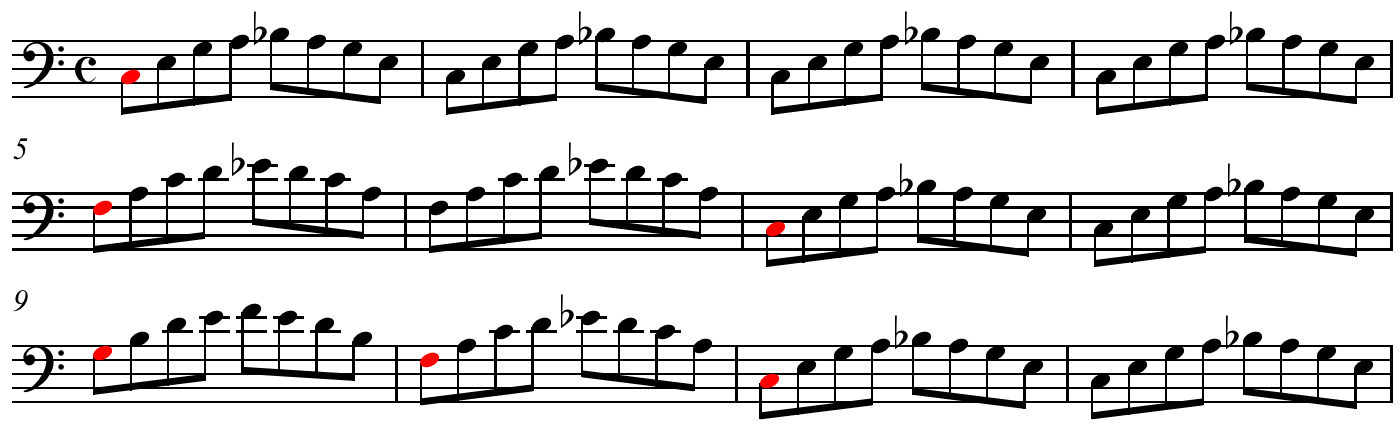
Een Boogiewoogie-begeleiding (in C) die het bluesschema van twaalf maten volgt. In rood zijn de grondtonen gemarkeerd.

Bluesschema's zijn opgebouwd uit perioden van een vast aantal maten met meestal drie basis-akkoorden. Aan de hand van het schema kunnen op de akkoorden improvisaties uitgevoerd worden.

## Hoofdakkoorden van een bluesschema
De schema's zijn opgebouwd vanuit een basisbeginsel waarbij drie akkoorden een grote rol spelen: de eerste (I), vierde (IV) en vijfde (V) trap. Het principe gaat als volgt:
- Kies de grondtoon (bijvoorbeeld: E)
- Tel vanaf de grondtoon vier tonen erbij (vierde trap of fourth), de grondtoon meegerekend (dus: E-Fis-Gis-A)
- Tel dan vanaf de grondtoon vijf tonen erbij vijfde trap of fifth), de grondtoon meegerekend (dus E-Fis-Gis-A-B)

Dan ontstaat de opeenvolging E (I) - A (IV) - B (V). Met de eerste, vierde en vijfde trap kan men alle bluesmuziek en ook een groot deel van andere muzieksoorten begeleiden. Om te soleren in bluesmuziek, wordt vaak gebruikgemaakt van de pentatonische toonladder.
Het schema dat met deze drie akkoorden kan worden gemaakt heeft meestal een vaste lengte van twaalf of zestien maten.
Een standaard 12-matig bluesschema ziet er bijvoorbeeld als volgt uit:
||: I - I - I - I | IV - IV - I - I | V - IV - I - V (of I) :||
of een 16-matig schema:
||: I - I - I - I | IV - IV - I - I | V - V - IV - IV | I - I - I - V (of I) :||
waarbij I,IV (fourth) en V (fifth) de betreffende trappen van de toonladder zijn. Het laatste akkoord (de laatste V in de serie maten) wordt ook wel bridge genoemd, omdat dit akkoord de herhaling van het schema inluidt (het bruggetje terug).
In bluesschema's worden deze trappen dikwijls vervangen door tertsverwante trappen (zo wordt bijvoorbeeld de IV door een II of VI vervangen of de V door een III of VII), of wordt het aantal maten uitgebreid of verkleind, of worden vervangende akkoorden gebruikt waarin vele alteraties kunnen zitten. Ook worden in plaats van de drieklanken ook wel de dominant septiemakkoorden gebruikt (dus in plaats van I-IV-V dan I7 - IV7 - V7).

## Voorbeelden van werken met een bluesschema
- Ray Charles, "What'd I Say" (1959)
- Rock Around the Clock (1952)
- Muddy Waters, "Train Fare Blues" (1948)
- Howlin' Wolf,"Evil" (1954)
- Big Joe Turner, "Shake, Rattle, and Roll" (1954)
- Nappy Brown, Night Time Is the Right Time (1957),
- Henry Mancini, "Baby Elephant Walk" (1961)
- The Surfaris, "Wipeout" (1963)
- James Brown, Night Train (1966)
- Gene Vincent, "Be-Bop-A-Lula"
- Elvis Presley, "Hound Dog", "All Shook Up", "Heartbreak Hotel"
- Beatles, Can't Buy Me Love,